# 大人のキス
『大人のキス』（おとなのキス）は、1993年（平成5年）10月23日から12月18日まで日本テレビ系列で放送されたテレビドラマ。土曜夜9時の「土曜グランド劇場」内で放送された。
主題歌として使われた「接吻-kiss-」（ORIGINAL LOVE）は、ヒット曲となった。

## あらすじ
物語の舞台は横浜。研究所でファジー理論を研究するサラリーマンである丹羽修一には、妻子があった。しかしある日、同じ研究所に勤務する桜井玲子にキスをされてしまい、それを機にギクシャクし始めた祥子との夫婦生活は離婚にいたる。同じ時期、中古車ディーラーに勤める安倍直人も、歯科医である千春と離婚していた。
共に同学年で高校時代は全国クラスの110メートルハードルの選手として面識があり、ひょんなことから再会した独身の丹羽と安倍であったが、安倍が一方的に丹羽の自宅に転がり込む。丹羽、丹羽の息子、安倍という3人での共同生活。そんななか、中年男子二人それぞれの恋愛事情は、思わぬ方向に向かっていった。

## キャスト
- 丹羽修一 - 柴田恭兵
- 安倍直人 - 石田純一
- 小島祥子 - 風吹ジュン
- 伊東千春 - 黒田福美
- 北沢萌 - 森口瑤子
- 桜井玲子 - 深津絵里
- 斉藤亜矢子 - 生田智子

## スタッフ
- 脚本 - 鎌田敏夫
- 音楽 - かしぶち哲郎
- 演出 - 吉野洋、倉田貴也
- プロデューサー - 田中芳樹、佐藤敦
- 製作著作 - 日本テレビ

## サブタイトル
1. 離婚ダブルス！
2. キャベツと香水
3. パンと妻依存症
4. 男の自立と女中毒
5. 妻もひとりの女
6. ベッドの中の他人
7. 妻たちが乱れた夜
8. 京都誘惑旅行
9. 長く甘い口づけを交わす

## その他
1994年2月1日に全3巻でVHS化されているが、2022年現在DVD化はされていない。再放送は1995年（平成7年）、読売テレビの深夜のドラマ再放送枠で行われたことがある。1994年（平成6年）3月下旬、本放送から3ヶ月後に福島中央テレビの夕方16時ドラマ再放送枠で次回予告付きで再放送されたことがある。また、テレビ大分では月曜21:00-21:54に（同時ネットで放送していた『じゃじゃ馬ならし』の次番組扱い）、鹿児島テレビ、沖縄テレビでは火曜22:00-22:54に異時ネットしていた。
2013年(平成25年)2月から日テレプラスで放送された。
スーパークイズスペシャルでは、1993年秋の回でドラマチームとして初優勝した。以後、土曜夜9時のドラマチームは1999年秋の最終回までに4回優勝した。